# Tượng thần chiến thắng Samothrace
Tượng thần chiến thắng Samothrace (tiếng Hy Lạp cổ: Νίκη της Σαμοθράκης / Níkê tês Samothrákês) là một tác phẩm điêu khắc Hy Lạp cổ bằng đá cẩm thạch, mô tả nữ thần Nike, vị thần tượng trưng cho chiến thắng. Bức tượng được nhà ngoại giao người Pháp Charles Champoiseau phát hiện năm 1863, tại đảo Samothrace, phía Đông Hy Lạp, trong tình trạng bị vỡ thành nhiều mảnh. Nhờ phần chân đế và thân, Champoiseau xác định được đây là một bức tượng thần Nike, thường mang hình một phụ nữ có cánh. Các mảnh vỡ được gửi về Paris, ghép lại và trưng bày ở bảo tàng Louvre. Mặc dù không còn nguyên vẹn, ngày nay, Tượng thần chiến thắng Samothrace vẫn được xem như một trong những tác phẩm điêu khắc nổi tiếng bậc nhất. 